# 納特氏管吻鯰
納特氏管吻鯰，為輻鰭魚綱鯰形目甲鯰科的其中一種，為熱帶淡水魚，分布於南美洲亞馬遜河上游及埃塞奎博河流域，體長可達26.5公分，棲息在底層水域，生活習性不明。

## 扩展阅读
維基物種上的相關：納特氏管吻鯰